# Paní Dallowayová
Paní Dallowayová (Mrs Dalloway) je impresionistický román britské autorky Virginie Woolfové (1882–1941), na němž pracovala v letech 1923–1925. Je považován za její vrcholné a rovněž nejznámější dílo, které inspirovalo také amerického spisovatele Michaela Cunninghama k napsání světoznámého románu Hodiny (jak měl znít i původní název Paní Dallowayové), podle kterého byl natočen i stejnojmenný oscarový film.
V češtině vyšla kniha v překladu Vlasty Dvořáčkové a později Kateřiny Hilské.

## Děj románu
Clarissa Dallowayová, zdánlivě nezajímavá padesátnice z anglické „vyšší střední vrstvy“ jde jednoho krásného rána koupit květiny na večírek, který toho večera pořádá pro svého manžela Richarda. Než však tato událost nastane, strávíme v její společnosti obyčejný den, který odhaluje, co je vlastně Clarissa zač, že není jen stárnoucí průměrná středostavovská panička. Seznamujeme se s jejím poněkud zdrženlivým manželem Richardem, Peterem Walshem (její bývalý milenec, který se vrátil z Indie kvůli rozvodu) a Sally Setonovou (temperamentní dívka z chudých poměrů, se kterou má Clarissa velmi blízký vztah a snad ji i miluje), zajímavými přáteli z mládí, dospívající dcerou Elizabeth a její soukromou učitelkou, slečnou Kilmanovou, kterou Clarissa nenávidí. Elizabeth ji má však vcelku ráda.
Knihou se také prolíná příběh Septima Smitha a jeho manželky Rezie. Septimus Smith je básník poznamenaný válečnou hrůzou, který je postižený duševní chorobou a nenávidí lékaře, což ho nakonec dovede k sebevraždě. Pak se paní Dallowayová na večírku setkává se všemi svými starými známými a všechno dopadá vlastně tak, jak to dopadnout mělo. Clarissu jen poněkud překvapí Septimus, pro ni neznámý básník, který spáchal sebevraždu. Děj však není tak důležitý jako samotná nálada nebo spíše nádech či krása knihy.
Autorka sama o knize řekla: „Je to analýza příčetnosti, šílenství a sebevraždy. Svět viděný současně očima duševně zdravých a šílených. Myslím, že je to můj nejlepší román.“
„Stejně jako paní Dallowayová i Virginia Woolfová chodila okouzleně po Londýně, byla stejně intuitivní, stejně citlivá a vnímavá, dokonce i fyzicky se sobě podobají. Trpí jako ona depresemi a stísněností, také miluje krásu a květiny. Stejně jako ona byla i Virginia Woolfová oblíbenou hostitelkou, také ona pocházela z vyšší střední třídy. Pronikavý intelekt Virginie paní Dallowayová nemá, ale touto vlastností je obdařen Peter Walsh. A Septimus Smith, který je v knize druhým já Clarissy, je zároveň druhým ,šíleným já’ Virginie.“ (Martin Hilský)

## Česká vydání
- Paní Dallowayová, Odeon, Praha 1975, přeložila Vlasta Dvořáčková,
- Paní Dallowayová, Odeon, Praha 2004, přeložila Kateřina Hilská, znovu Lidové noviny 2005 a Odeon 2008 a 2019.